# أسماء ساعات الليل والنهار عند العرب

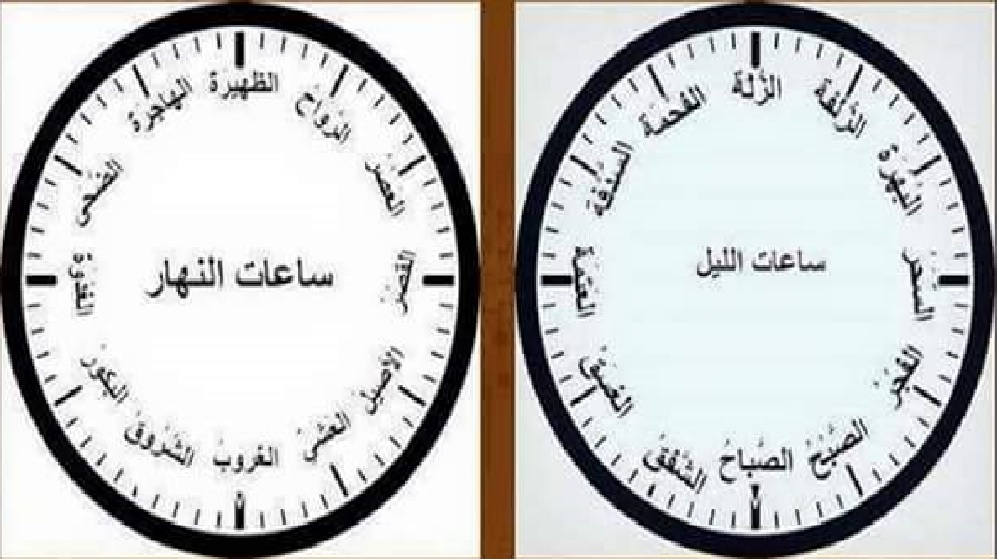
ساعات الليل والنهار عند العرب.

أسماء ساعات الليل والنهار عند العرب من كتاب: «فقه اللغة وسر العربية»، لأبي منصور الثَّعَالِبِيّ.
| أسماء ساعات الليل                                                                                     | أسماء ساعات النهار                                                                                        |
| --- | --- |
| - الشَّفَق - الغَسَق - العَتَمة - السُّدْفة - الفَحْمة - الزُّلَّة - الزُّلْفة - البُهْرة - السَّحَر - الفَجْر - الصُّبْح - الصَّبَاح | - الشُّرُوق - البُكُور - الغُدْوة - الضُّحَىٰ - الهاجِرة - الظَّهِيرة - الرَّوَاح - العَصْر - القَصْر - الأَصِيل - العَشِيّ - الغُرُوب |